# Mario Sechi
Mario Sechi (Cabras, 29 gennaio 1968) è un giornalista italiano, direttore responsabile del quotidiano Libero dal settembre 2023.
È stato direttore de Il Tempo (2010-2013), dell'agenzia AGI (2019-2023) e capo dell'ufficio stampa della Presidenza del consiglio (nel 2023).

## Biografia
È originario di Cabras, in provincia di Oristano. Dopo aver studiato giornalismo alla LUISS di Roma, ha iniziato la sua carriera a L'Indipendente nel 1992.
Nel 1994 viene assunto a il Giornale, per il quale è caporedattore a Genova e poi a Milano. Dall'8 settembre 2000 al 9 novembre 2001 torna in Sardegna per dirigere L'Unione Sarda. Nel novembre 2001 ritorna a il Giornale, dove ricopre l'incarico di vicedirettore e capo della redazione romana. Dopo sei anni, nell'ottobre del 2007 passa al settimanale Panorama, sempre con l'incarico di vicedirettore e capo della redazione romana. Nell'agosto 2009 viene nominato vicedirettore di Libero. Dall'8 febbraio 2010 al 9 gennaio 2013 è stato direttore del quotidiano romano Il Tempo.
Alle elezioni politiche del 2013, dopo aver lasciato la carica di direttore de Il Tempo, venendo sostituito da Sarina Biraghi, si candida con il movimento politico di Mario Monti, Con Monti per l'Italia. Ma, per il mancato raggiungimento della soglia di sbarramento della lista in Sardegna, risulterà non eletto al Senato della Repubblica. Sechi dopo le elezioni ha scelto di tornare al giornalismo a tempo pieno.
Dal 2013 al 2017 è stato commentatore del quotidiano Il Foglio. Nello stesso periodo è stato autore e commentatore fisso di Mix24, con Giovanni Minoli e Pietrangelo Buttafuoco su Radio 24. Per la televisione è stato autore e commentatore per Sunday Tabloid, programma settimanale di Rai 2. Per la stessa rete televisiva ha commentato la settimana economica di 2Next, programma settimanale di Rai 2. Ha scritto per il mensile Prima Comunicazione sui temi del giornalismo e della privacy. Nel giugno del 2017 è co-fondatore del progetto giornalistico List.
Si occupa di politica interna e internazionale, è stato consigliere d'amministrazione e coordinatore del board di politica estera della Fondazione Magna Carta, ha scritto per la rivista Aspenia. Ha tenuto conferenze a Washington e Roma sulle relazioni transatlantiche in collaborazione con istituzioni internazionali. Ha partecipato all'International Visitor Program del Dipartimento di Stato degli USA e al NATO Program. 
Sechi è un autore della Mondadori. Nell'ottobre 2012 ha pubblicato il saggio Tutte le volte che ce l'abbiamo fatta.
Dal 2017 dirige WE – World Energy, trimestrale del gruppo Eni sulla geopolitica dell'energia.
Dal 1º luglio 2019 è il nuovo direttore responsabile dell'agenzia di stampa AGI, aggiungendo il nuovo incarico alle direzioni delle riviste di Eni «WE – World Energy» e «Orizzonti».
Il 6 marzo 2023 lascia AGI, dove viene sostituito alla direzione da Rita Lofano, e assume l'incarico di responsabile dell'ufficio stampa e relazioni con i media della Presidenza del Consiglio, che lascia per diventare, il 6 settembre 2023, direttore responsabile del quotidiano Libero, sostituendo Alessandro Sallusti.
Dal 2024 conduce il programma televisivo Che magnifica impresa, prodotto da Rai Cultura e trasmesso il martedì sera su Rai Storia.

## Premi e riconoscimenti
- Il 24 settembre 2010 ha vinto a Roma la prima edizione del premio giornalistico L'isola che c'è, riconoscimento assegnato a 10 giornalisti sardi che lavorano a Roma nella carta stampata o alla RAI.
- Il 14 dicembre 2010 ha vinto il premio Personalità Europea assegnato in Campidoglio nell'ambito delle celebrazioni per la quarantesima Giornata d'Europa.
- Il 1º luglio 2011 è stato insignito dell'onorificenza di presidente onorario della San Marco Cabras, società di calcio del suo paese natale, che disputa i campionati dilettantistici regionali, nel cui settore giovanile ha militato alla fine degli anni ottanta, ricoprendo il ruolo di terzino.
- Il 21 luglio del 2012 ha ricevuto a Sarzana il premio Montale Fuori di casa per la letteratura e il giornalismo di viaggio.
- Il 27 ottobre 2014 ha ricevuto a Torino il premio Umberto Agnelli, promosso dalla Fondazione Italia Giappone, per aver seguito "con particolare interesse la rapida evoluzione e l'emergere dell'area del Pacifico come baricentro dell'economia mondiale nonché il ruolo svolto dal Giappone come iniziatore dello sviluppo vertiginoso dell'Asia".
- Il 7 settembre del 2019 ha ricevuto il premio speciale Navicella Sardegna per la comunicazione.
- Il 12 ottobre del 2019 ha ricevuto il premio Sulmona per il Giornalismo.